# Zoophthorus australis
Zoophthorus australis là một loài tò vò trong họ Ichneumonidae.